# Колин Фалконър
Колин Боулс (на английски: Colin Bowles), познат с литературния псевдоним Колин Фалконър (Colin Falkoner), е австралийски писател от британски произход, автор на бестселъри в жанровете исторически роман и исторически трилър, съвременен роман, книги за деца, сатира и документалистика. Пише и под псевдонима Марк Дърбанвил (Mark D'Arbanville) за съвременните си романи.

## Биография и творчество
Фалконър е роден на 20 май 1953 г. в Лондон. След гимназията работи в офиса на застрахователна компания.
Не след дълго напуска и се отправя на обиколка по света – през Мароко и Испания до Швеция, където посещава приятелката си, с която се запознава на футболно турне. Заради амбицията си да бъде професионален футболист, но неуспял в Англия, се отправя на ново пътуване до Азия, през Банкок и Индия, в Златния триъгълник на Бирма и Лаос.
През 1974 г. емигрира в Австралия, където е нает за кратко от местен футболен клуб. След това първоначално работи като журналист на свободна практика, а после заедно със свой партньор създават нова рекламна агенция. През 1984 г. напуска агенцията, понеже не желае да бъде копирайтър, и отива в Сидни, за да преследва кариерата на писател. Там пише за телевизията и радиото, и за водещите австралийски вестници и списания.
Първият му трилър Venom е публикуван през 1989 г. В него писателят отразява впечатленията и наблюденията си от пътуванията си в Азия, които по-късно намират място и в поредицата му „Опиум“. От следващата година изцяло се посвещава на писателската си кариера.
За написването на следващите си произведения прави много пътувания и проучвания в различни региони на света. Световна известност получава с бестселъра си „Харем“. Романът „Харем“ се базира на живота на Сюлейман Великолепни и робинята, издигнала се до негова валиде султан – Роксолана.
В продължение на много години живее и твори в красивия регион Маргарет Ривър в Западна Австралия заедно със съпругата си Хелън и техните две дъщери. Докато пише романите си, работи като доброволец към местната служба за бърза помощ.
Произведенията му често са в списъците на бестселърите. Те са преведени на 20 езика и са издадени в над 23 страни по света в милиони екземпляри.
Фалконър живее със семейството си в градче в Западна Австралия.

## Избрана библиография

### Самостоятелни романи
- Venom (1989)
- Deathwatch (1991)
- Triad (1995)
Триада, изд.: „Атика“, София (1996), прев. Петко Петков
- Dangerous (1996)
- Disappeared (1997)
- Aztec (1999)
- My Beautiful Spy (2005)
Моята прекрасна шпионка, изд.: ИК „Бард“, София (2006), прев. Олга Герова
- Pearls (2006)
Ловци на бисери, изд.: ИК „Бард“, София (2008), прев. Таня Виронова
- Stairway to the Moon (2007)
- Cleopatra: Daughter of the Nile (2012)
- Seraglio (2012)
- Bitter Moon Lane (2012)
- Corrigan's Run (2012)
- Nights in the Sun (2012)
- Istanbul (2013)
- The Black Witch of Mexico (2014)
- Valhalla Atlantis (2016)
- A Great Love of Small Proportion (2016)
- Blood Moon Over Zanzibar (2016)
- The Good Daughter (2017)
- The Unkillable Kitty O'Kane (2017)
Невероятната съдба на Кити О'Кейн, изд. „ Бард“ (2019), София, прев. Катя Перчинкова
- A Vain and Indecent Woman (2018)
- Loving Liberty Levine (2019)

### Серия „Епични приключения“ (Epic Adventures)
1. Silk Road (2011)
Пътят на коприната, изд.: „Унискорп“, София (2014), прев. Евелина Пенева
2. Stigmata (2012)
Стигмата, изд.: „Унискорп“, София (2015), прев. Евелина Пенева
3. Lord of the Atlas (2021)
4. Harem (1992)
Харем, изд.: „Унискорп“, София (2008), прев. Мария Чайлд
Харем, изд. „Санома Блясък България“ (2014), прев.
5. When We Were Gods: A Novel of Cleopatra (2000)
6. Colossus (2015)
7. Feathered Serpent: A Novel of the Mexican Conquest (2002)
8. Venom (1990)[1][3][4][5][6]
9. Fury: Book 1 - Live For Me (1993)
10. Fury: Book 2 - Sleeping with the Enemy (2022)
11. Fever Coast (2022)
12. East India (2014)
Източна Индия, изд. „Калпазанов“ (2016), прев. Тодор Стоянов
13. Ends of the Earth (2023)
14. Converso (2024)
15. An Ambush of Tigers (2025)

### Серия „Истории от 20 век“ (20th Century Stories)
- Anastasia (2003)
Анастасия, изд.: ИК „Бард“, София (2004), прев. Славянка Мундрова
- Isabella: Braveheart of France (2013)
Изабела: смелото сърце на Франция, изд. „Калпазанов“ (2013), прев. Милко Стоименов
- War Baby (2013)
- Sleeping With The Enemy (2017)
- Live For Me (2018)

### Серия „Маделин Фокс“ (Madeleine Fox)
1. Rough Justice (1999)[1][3][4][6]
2. The Certainty of Doing Evil (2000)
Разпъната от тайни, изд.: „Атика“, София (2001), прев.

### Серия „Йерусалим“ (Jerusalem)
1. Jerusalem (2012)[1][3][4]
2. Freedom (2012)
3. Zion (2012)
4. Israel (2012)

### Серия „Опиум“ (Opium)
1. Opium (1994)
2. Air Opium (2012)[1][3][4]
3. Chasing the Dragon (2012)
4. Eye of the Tiger (2012)
5. Godless (2012)

### Серия „Голи“ (Naked) или „Момичето от Хавана“ (Havana Girl)
1. Naked In Havana (2013)[1][3][4], издаден и като Havana Girl
Момичето от Хавана, изд. „Калпазанов“ (2014); изд. „ SBB Media“ (2019), прев. Милко Стоименов
2. Naked In LA (2013), издаден и като LA Woman
Момичето от Ел Ей, изд. „ SBB Media“ (2019), прев. Милко Стоименов
3. Naked in Saigon (2013), издаден и като Saigon Wife 
Момичето от Сайгон, изд. „ SBB Media“ (2019), прев. Милко Стоименов

### Серия „Детективска агенция „Уилям Шекспир“ (William Shakespeare Detective Agnecy)
1. The School of Night (2014)[1]
2. The Dark Lady (2015)

### Серия „Инспектор Чарли Джордж“ (DI Charlie George)
1. Lucifer Falls (2018)[1][3][4]
2. Innocence Dies (2019)
3. Angels Weep (2020)
4. Cry Justice (2021)

### Новели
- The House of Special Purpose (2012)[1]
- East India (2014)
Източна Индия, изд. „Калпазанов“ (2016), прев. Тодор Стоянов

### Документалистика
- The Year We Siezed The Day (2014) – с Елизабет Бест[1]
- Colin Falconer's Sneak Peeks (2014)